# Bobby Shew
Bobby Shew (Albuquerque, 1941. március 4. –) amerikai dzsessztrombitás, kürtös.

## Pályafutása
Bobby Shew nyolc évesen gitározni kezdett, tíz éves korában pedig trombitára váltott. Tizenhárom évesen már helyi tánczenekarokban játszott. Tizenöt évesen létrehozta saját zenekarát, amellyel a gimnáziumi évei alatt is fellépett.
A United States Air Force Band of the Golden Westben trombitaszólistaként szolgált. Ezután a Tommy Dorsey's Orchestra tagja lett, majd a Woody Herman Bandben játszott. Della Reese és Buddy Richhez együttese következett, ahol kiváló vezető trombitássá érett. Kiváló szólista.
Las Vegasban stúdiózenész volt. 1972-ben Los Angelesbe költözött, ahol Art Pepperrel, Bud Shankkel, Maynard Fergusonnal, Horace Silver kvintettjével, Frank Strazzeri combojával, Benny Goodmannel játszott. Bill Holman, Louie Bellson társa volt; a Toshiko Akiyoshi-Lew Tabackin big bandjében is dolgozott.
Zenetanárként többek között Till Brönnert és Ingolf Burkhardtot tanította. Kifejlesztett egy légzéstechnikát is, amely lehetővé tette a trombitások számára, hogy a tüdőkapacitás nagyobb részét használják ki különösebb nehézségek nélkül.

## Albumok
- Debut (1978)
- Outstanding In His Field (1979)
- Class Reunion (1980)
- Play Song (1981)
- Telepathy (1982)
- Shewhorn (1983)
- Trumpets No End (1983)
- Round Midnight (1984)
- Breakfast Wine (1985)
- Aim For The Heart (1987)
- Metropole Orchestra (1988)
- Tribute to the Masters (1995)
- Heavyweights (1996)
- Playing With Fire (1997)
- Salsa Caliente (1998)
- The Music of John Harmon (2001)
- Play Music of Reed Kottler (2002)
- Live in Switzerland (2003)
- I Can't Say No (2003)
- One in a Million (2004)
- Cancaos Do Amor (2007)
- LIVE (1983)

## Díjak
- 1980: Outstanding in His Field – Grammy-díj jelölés
- 1983: Heavy Company – „Jazz Album of the Year“

## Fordítás
Ez a szócikk részben vagy egészben  a   Bobby Shew című német Wikipédia-szócikk ezen változatának fordításán alapul.  Az eredeti cikk szerkesztőit annak laptörténete sorolja fel. Ez a jelzés csupán a megfogalmazás eredetét és a szerzői jogokat jelzi, nem szolgál a cikkben szereplő információk forrásmegjelöléseként.